# The Best of – Volume 1
The Best of – Volume 1 — збірник британської групи Depeche Mode, що вийшов 13 листопада 2006. The Best of – Volume 1 включає в себе найкращі хіти групи за 25-річну кар'єру. Також до збірки була включена нова композиція Martyr, яка була записана під час роботи над альбомом Playing the Angel. 30 жовтня 2006 пісня була випущена як сингл. У березні 2007 вийшла відео-версія альбому, куди увійшли відеокліпи Depeche Mode.

## Трек-лист
1. Personal Jesus – 3:47
2. Just Can't Get Enough – 3:43
3. Everything Counts – 4:01
4. Enjoy the Silence – 4:15
5. Shake the Disease – 4:52
6. See You – 3:58
7. It's No Good – 5:59
8. Strangelove – 3:47
9. Suffer Well – 3:53
10. Dream On – 3:42
11. People Are People – 3:46
12. Martyr – 3:25
13. Walking in My Shoes – 5:01
14. I Feel You – 4:35
15. Precious – 4:09
16. Master and Servant – 3:49
17. New Life – 3:46
18. Never Let Me Down Again – 4:18